# Айона (тауншип, округ Марри, Миннесота)
Айона (англ. Iona) — тауншип в округе Марри, Миннесота, США. На 2000 год его население составило 195 человек.

## География
По данным Бюро переписи населения США площадь тауншипа составляет 91,3 км², из которых 89,0 км² занимает суша, а 2,4 км² — вода (2,61 %).

## Демография
По данным переписи населения 2000 года здесь находились 195 человек, 67 домохозяйств и 50 семей.  Плотность населения —  2,2 чел./км².  На территории тауншипа расположено 75 построек со средней плотностью 0,8 построек на один квадратный километр. Расовый состав населения: 97,44 % белых и 2,56 % коренных американцев. Испанцы или латиноамериканцы любой расы составляли 0,51 % от популяции тауншипа.
Из 67 домохозяйств в 40,3 % воспитывались дети до 18 лет, в 70,1 % проживали супружеские пары, в 4,5 % проживали незамужние женщины и в 23,9 % домохозяйств проживали несемейные люди. 20,9 % домохозяйств состояли из одного человека, при том 10,4 % из — одиноких пожилых людей старше 65 лет. Средний размер домохозяйства — 2,91, а семьи — 3,43 человека.
33,8 % населения — младше 18 лет, 6,7 % — в возрасте от 18 до 24 лет, 27,2 % — от 25 до 44, 20,5 % — от 45 до 64, и 11,8 % — старше 65 лет. Средний возраст — 34 года. На каждые 100 женщин приходилось 91,2 мужчин.  На каждые 100 женщин старше 18 приходилось 115,0 мужчин.
Средний годовой доход домохозяйства составлял 33 125 долларов, а средний годовой доход семьи —  36 250 долларов. Средний доход мужчин —  22 500  долларов, в то время как у женщин — 21 875. Доход на душу населения составил 11 157 долларов. За чертой бедности находились 17,0 % семей и 15,4 % всего населения тауншипа, из которых 16,4 % младше 18 лет.